# 寺田ちはる
寺田 ちはる（てらだ ちはる、11月12日 - ）は、日本のピアニスト、キーボーディスト、音楽教室講師。東京都世田谷区上馬出身。血液型はO型。

## 来歴
学生時代よりグランドキャバレー、ライブハウス、ライブバー、にてピアニスト、キーボーディスト、エレクトーン奏者として活動する。初めての演奏仕事は、アオイスタジオ所属で奏者として活動することであった。学生時代は新宿歌舞伎町カテリーナビルのライブクラブ「ミッドナイトパーティー」にてキーボーディストとして活動していた。ヤマハ音楽教室講師、グレード試験官。
2018年、葛飾北斎巡礼イベントにて、墨田区でテーマソングを披露した。世田谷区地域活動を立ち上げ、フレスコミュージックとして地域の「歌の会」の主催をする。懐メロ演奏を提供して、地域活動に貢献。
2019年度音楽健康協会より「奨励賞」を受賞。
2023年より東京都港区にて、懐メロサロンサリューとして地域活動に貢献。昭和歌謡を提供する「5時から男&シルビア」のシルビア担当。キーボーディスト、ボーカルとして活動。アマチュアバンドマンの中で唯一の音楽家だが、プロとアマチュアの垣根をこえて活躍する事を大切に考えている。
祖父にあたる、野坂政璽（のさかまさや）は山手舞踏場（現在の横浜クリフサイド）創業者。戦後賑わった音楽の場所のひとつである（上海帰りのリル・いきものがかりMV撮影場所）。